# Johannes Rath (Maler)

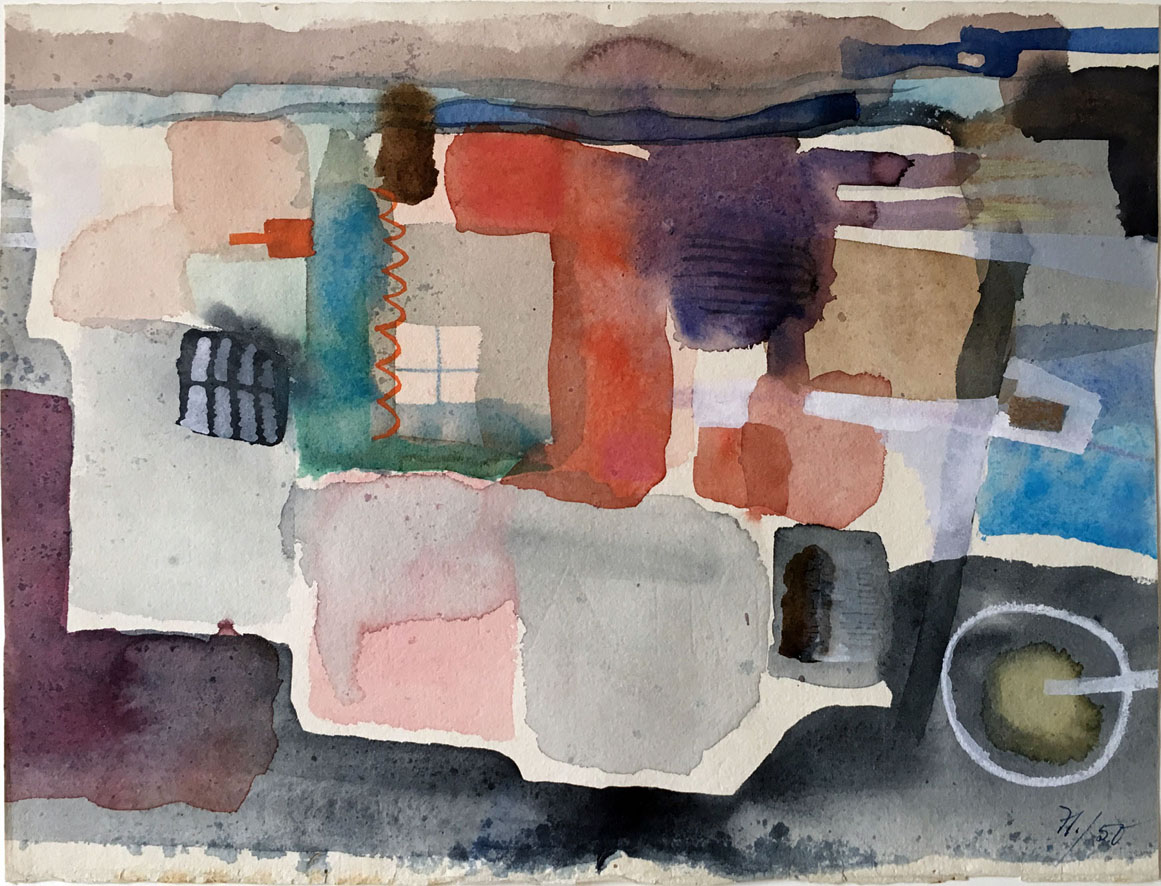
Johannes Rath, Balkon über der Straße (Leicht Gefügtes), 71/50, Aquarell, 1950, 22,5 cm × 29,5 cm

Johannes Rath (* 28. März 1910 in Oppeln/Oberschlesien; † 7. Dezember 1973 in Frankfurt am Main) war ein deutscher Maler und Pfarrer.

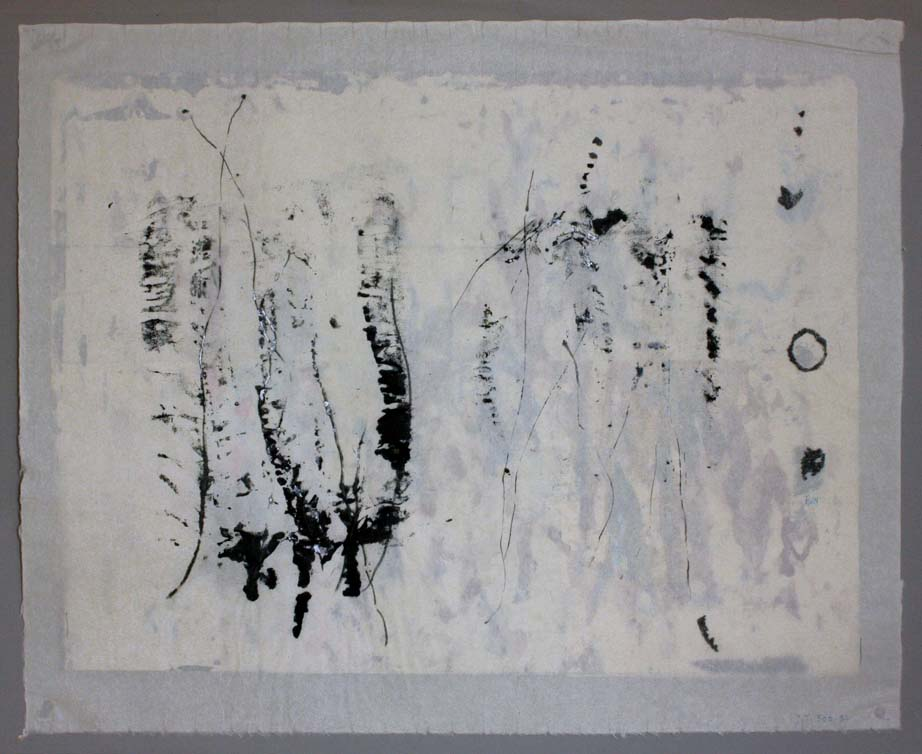
Johannes Rath, Andeutungen, 1506–57, Mischtechnik auf Japanpapier, 1957, 61 cm × 75 cm

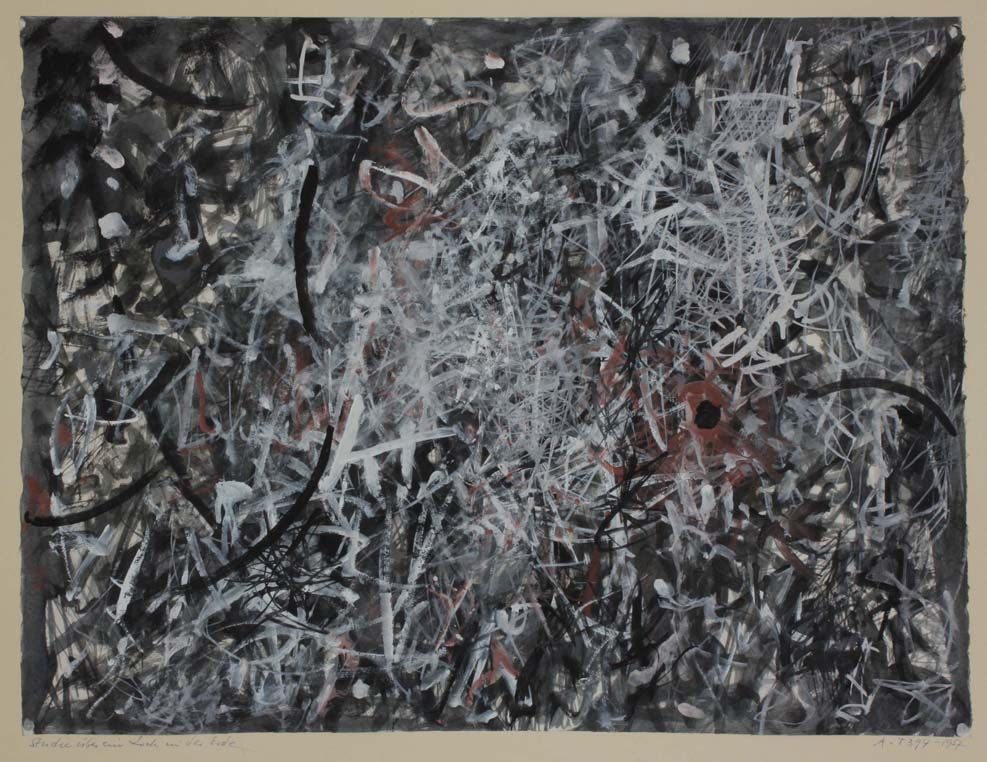
Johannes Rath, Studie über ein Loch in der Erde, A-1394-1957, Mischtechnik auf Papier, 1957, 46 cm × 60,5 cm

## Leben
Johannes Rath verbrachte seine Kindheit und Jugend im nahe gelegenen Dambrau, später in der niederschlesischen Hauptstadt Breslau. Nach einem kurzen Liebäugeln mit dem Fach Archäologie entschloss er sich mit 21 Jahren, Maler zu werden: Eine erste Begegnung mit Bildern von Paul Klee in Dresden und Berlin hinterließ tiefe Spuren. Ab 1931 studierte er an der Kunstschule Breslau, die von dem schlesischen Impressionisten Artur Wasner geleitet wurde. Bereits nach zwei Jahren, 1933, konnte Rath mit einer ersten Ausstellung auf sich aufmerksam machen. Aufmerksam wurden – einer biografischen Notiz aus der Ausstellungsbroschüre des Kasseler Kunstvereins von 1967 zufolge – auch die neuen Machthaber, die seine Arbeiten als  Entartete Kunst brandmarkten und ihn zwangen, nur noch im Verborgenen künstlerisch tätig zu sein.
1936 traf er die für sein weiteres Leben existenzielle Entscheidung zugunsten des Priesterberufes, die ihn nach Stuttgart zum Studium am Priesterseminar der Christengemeinschaft führte. 1939 geweiht, fand er seine erste Pfarrstelle in Frankfurt am Main. Nach dem 1941 erfolgten Verbot der Christengemeinschaft kehrte er nach Schlesien zurück, wurde zur Wehrmacht eingezogen und leistete Kriegsdienst bis 1945. Nahezu sein gesamtes frühes künstlerisches Werk ging bis Kriegsende verloren.
Bereits im August 1945 kehrte Rath nach Frankfurt zurück, nahm seine Tätigkeit als Pfarrer wieder auf und widmete sich sogleich auch seinem malerischen Schaffen. Wie viele Künstler seiner Generation, die durch die NS-Kulturpolitik von der internationalen Moderne abgeschnitten waren, erfüllte ihn eine brennende Neugier auf die bislang verfemte Kunst. Er besuchte in den Jahren von 1948 bis 1950 Ausstellungen in Frankfurt (Oskar Schlemmer und Pablo Picasso, Abstrakte Malerei aus den USA), Basel und München (Der Blaue Reiter), sowie 1953 in Luzern eine große Präsentation Deutscher Kunst der Klassischen Moderne. Gleichzeitig bot er im Frankfurter Volksbildungswerk selbst Kurse an, die sich mit Johann Wolfgang von Goethe als bildendem Künstler, der Künstlervereinigung „Der Blaue Reiter“, aber auch der modernen Malerei auseinandersetzen.
In der noch weitgehend in Trümmern liegenden Mainmetropole lernte Johannes Rath in der Zimmergalerie Franck auch den Maler Heinz Kreutz kennen. Dieser zählte mit Bernard Schultze, Otto Greis und Karl Otto Götz zu den sogenannten Neoexpressionisten, die sich zur Quadriga (Künstlergruppe) zusammenschlossen. Kreutz und Rath pflegten regen Austausch und inspirierten sich wechselseitig. Im November 1950 trafen sie sich zu einer öffentlichen Diskussion im Volksbildungswerk innerhalb der Reihe „Gespräche mit Frankfurter Malern“. Zu Ausstellungen des Freundes verfasste Rath mehrfach Einleitungstexte.
1964 und 1966 unternahm er zusammen mit dem Frankfurter Maler Harald de Bary Reisen nach Italien, Frankreich, Belgien und in die Niederlande, in denen es vor allem um die Kunst der Alten Meister ging. In den Jahren 1967 bis 1969 entstanden dann auch Ölgemälde vornehmlich gegenständlicher Motivik, die dem nahekommen, was er in seinen Tagebüchern als Bilder im eigentlichen Sinne bezeichnet hatte. Gefördert wurde er unter anderem von Erich Herzog, seit 1962 Direktor der Staatlichen Kunstsammlungen Kassel, der immer wieder Arbeiten von Johannes Rath erwarb und diese auch in der von ihm kuratierten Ausstellung „Die Moderne in Deutschland – Zeichnungen und Aquarelle aus dem Besitz hessischer Museen“ präsentierte. Sie fand 1972 im KasselerKunstVerein parallel zur documenta 5 statt.
Johannes Rath war bis zuletzt künstlerisch tätig. Noch 7 Tage vor seinem Tod vollendete er vom Gerüst aus ein Altarbild in Heidenheim.

## Werk
Johannes Rath hat überwiegend Graphik hinterlassen, auch Ölbilder, Objekte, u. a. aus Strandholz, und Collagen, ferner Aufzeichnungen, kleine Prosastücke und Gedichte.
Bei seinem verloren gegangenen Frühwerk handelte es sich nach entsprechenden Tagebuchnotizen vor allem um Landschaftsdarstellungen. Auch die Aquarelle aus den Jahren 1945 bis 1953 greifen diese Thematik wieder auf. Sie sind zum Teil noch gegenständlichen Charakters, orientieren sich in ihrer Tendenz zur Abstraktion und Formauflösung aber auch am damaligen Stand der Kunst. Neben der Liebe zu den alten Meistern ist ihm die Entwicklung der Malerei bis zur Gegenwart ein dringendes Anliegen. Auffallend ist ab 1954 ein Dominieren des graphischen Elements, zu dem Rath anfangs von aus der Naturbetrachtung abgeleiteten Strukturen inspiriert worden war. Viele Blätter vor allem der Jahre 1956 bis 1960 sind der in jenen Jahren dominierenden Informellen Kunst verpflichtet, zu deren Vertretern anfangs auch der ihm in Freundschaft verbundene Frankfurter Maler Heinz Kreutz zählte. Im Suchen nach der „einfachsten“ Linie entstehen ab 1960/61 vermehrt Zeichnungen, Ende der sechziger Jahre dann auch Leinwandarbeiten. Bereits 1962 hatte Rath als Bestätigung der eigenen Orientierung notiert, dass man in Anlehnung an ein Diktum von Hans Platschek nicht mehr abstrakt oder gegenständlich sagen könne. Parallel zu seinen freien graphischen und malerischen Arbeiten, die immer im Spannungsfeld zwischen  gegenständlicher, abstrakter und informeller Kunst entstanden, schuf Johannes Rath von 1959 an 14 große Bilder zum Thema „Tod und Auferstehung Christi“ für Altäre der Christengemeinschaft.

## Ausstellungen
- 1933: Breslau
- 1949: Musikhochschule Heidelberg, 10.–12. Dezember, anlässlich eines Malkurses, Konzertes und Vortrags von Johannes Rath
- 1954: Galerie Martinet, Amsterdam, 7.–27. Oktober
- 1955: Bank deutscher Länder, Frankfurt am Main (Gruppenausstellung), 11.–15. Februar
- 1964: Taunus-Bücherstube W. Gurlitt, Mainz, 18. April – 15. Mai
- 1967: Henri Pfeiffer und Johannes Rath. Kasseler Kunstverein, 15. Januar – 12. Februar
- 1972: Die Moderne in Deutschland. Zeichnungen und Aquarelle aus dem Besitz hessischer Museen. Kasseler Kunstverein, 5. August – 15. September
- 1972: Galerie Lambrette, Frankfurt am Main, 13. November – 2. Dezember
- 1989: Galerie im Rudolf-Steiner-Haus, Stuttgart, 22. Januar – 15. März
- 1990: galerie spectrum, Frankfurt am Main, 8. Februar – 8. März
- 1991–1994: Galerie Wasserweg 4, Frankfurt am Main, 8. Februar – 6. März 1991; 12.–25. Juni 1992; 3. Dezember 1993 – Ende März 1994
- 2017–2018: Kabinettausstellung Schenkung Johannes Rath, Märkisches Museum (Witten), 16. August 2017 – 14. Januar 2018

Von 1948 bis in die Gegenwart fanden wiederholt Ausstellungen in Räumen der Christengemeinschaft statt. 

## Veröffentlichungen
- 17 kleine Prosastücke. Urachhaus, Stuttgart 1969.
- Zur blauen Wassermühle. Ein Mythos vom Menschen. Urachhaus, Stuttgart 1970. ISBN 3-87838-141-7.
- Das attische Mädchen. Sieben Erzählungen. Urachhaus, Stuttgart 1974. ISBN 3-87838-178-6.
- Im delischen Kreis. Aufzeichnungen über Verweigerung, Entzug, Verzicht und Können. Hrsg. und mit einem Beitrag von Klas Diederich. Urachhaus, Stuttgart 1990. ISBN 3-87838-654-0.
- Der Rabbi und die Rose. Literarische Miniaturen. Mit einem Nachwort von Klas Diederich. Urachhaus, Stuttgart 2010. ISBN 978-3-8251-7734-8.
- Wind, mein Bruder. Frühe Erzählungen, Gedichte, Aquarelle. Hrsg. v. Elke Jordy u. Irene Kappel. Books on Demand, Norderstedt 2010. ISBN 978-3-8391-1169-7.
- Die Erprobung des Wortes – Aufzeichnungen. Aus frühen Tagebüchern, Breslau 1930 – Frankfurt am Main 1951. Mit einem Nachwort von Gabriele Pattberg. Hrsg. Elke Jordy u. Irene Kappel. Books on Demand, Norderstedt 2010. ISBN 978-3-8391-4835-8.
- Milano – Firenze – Roma – Napoli 1964. Eine Kunstreise. Mit einem Nachwort von Harald de Bary. Hrsg. Irene Kappel u. Harald de Bary. Dielmann Verlag, Frankfurt am Main 2010. ISBN 978-3-86638-146-9.
- Auf dem Wege. Aufzeichnungen mit Skizzen, Zeichnungen, Bildern. Hrsg. Elke Jordy u. Irene Kappel. Books on Demand, Norderstedt 2012.
  - I Süddeutschland, Schweiz und Norditalien. ISBN 978-3-8482-1641-3.
  - II  Holland, Belgien, Nordfrankreich – Norwegen und Dänemark. ISBN 978-3-8482-1603-1.
  - III  Südfrankreich, Italien und Griechenland. ISBN 978-3-8482-1881-3.
  - IV  Ägypten und Israel. ISBN 978-3-8482-1995-7.
  - V  Streiflichter auf Arbeit und Leben in Westdeutschland 1945–1973. ISBN 978-3-8482-2106-6.
- Wahrnehmung eingeübt. Eine Fahrt nach Rom. Texte und Zeichnungen – ein Anti-Essay. Hrsg. Elke Jordy u. Irene Kappel. Books on Demand, Norderstedt 2017. ISBN 978-3-7448-1651-9.